# 納富ももこ
納富 ももこ（のうとみ ももこ、1991年10月9日 - ）は、日本の女性声優。福岡県福岡市博多区出身。81プロデュース所属。

## 略歴
81プロデュースの養成所を経て、2014年4月1日より81プロデュースに所属。
2016年までアニマックスCAFEに出勤していた。また、コラボCMにも顔出し出演していた。

## 人物
牛乳が好きであり、自身のTwitterではそれに関するツイートを投稿している。
その他、趣味・特技としては乗馬とネイルをそれぞれ挙げている。方言は博多弁。
猫を飼っており、名前は「那智(通称:なっちゃん)」。

## 出演
太字はメインキャラクター。

### テレビアニメ
2017年
- EVIL OR LIVE

2018年
- 一人之下 羅天大醮篇（枳瑾花）
- 音楽少女（タレント）
- ゾンビランドサガ（2018年 - 2021年、東鶴美沙、女子高生ファンB） - 2シリーズ

2020年
- 22/7（店員、ニコルの母）

### 劇場アニメ
- 君の膵臓をたべたい（2018年、女子生徒）

### ゲーム
- 魂の交渉屋とボクの物語 -Soul Negotiator-（2015年、エリコ[10]）
- ナイトスリンガー（2016年、バートリ 他）
- ブラウンダスト（2022年、フレリア[11]）

### ドラマCD
- 豪華客船で恋は始まる8（乗客）

### デジタルコミック
- スピーシーズドメイン（土和アンリミテッド[12]）

### 吹き替え

#### 映画
- ビバリーヒルズ・コップ

#### ドラマ
- ジェシー!（アレクシア 他）
- やりすぎ配信! ビザードバーク

#### アニメ
- 怪奇ゾーン グラビティフォールズ（ログタウンの少女）
- なんだかんだワンダー（ミシェル 他）

#### テレビ番組
- フリンチ: 怯んだら負け!（英語版）（ドミニク、エミリー、ケンドラ、イェレナ）

### ラジオ番組
※はインターネット配信。
- 超!A&Gミュージック+TV（2010年 - 2011年、超!A&G+※）火曜パーソナリティ

### オーディオブック
- 100人の英雄を育てた最強預言者は、冒険者になっても世界中の弟子から慕われてます（2020年、メル・ローゼ 他[13]）

### 朗読
- 第37回 81LIVESALON「声瞬〜紅（くれない）と影法師 produce by motokichi」（2017年、81LiveSalon）[14]